# Michel Warschawski

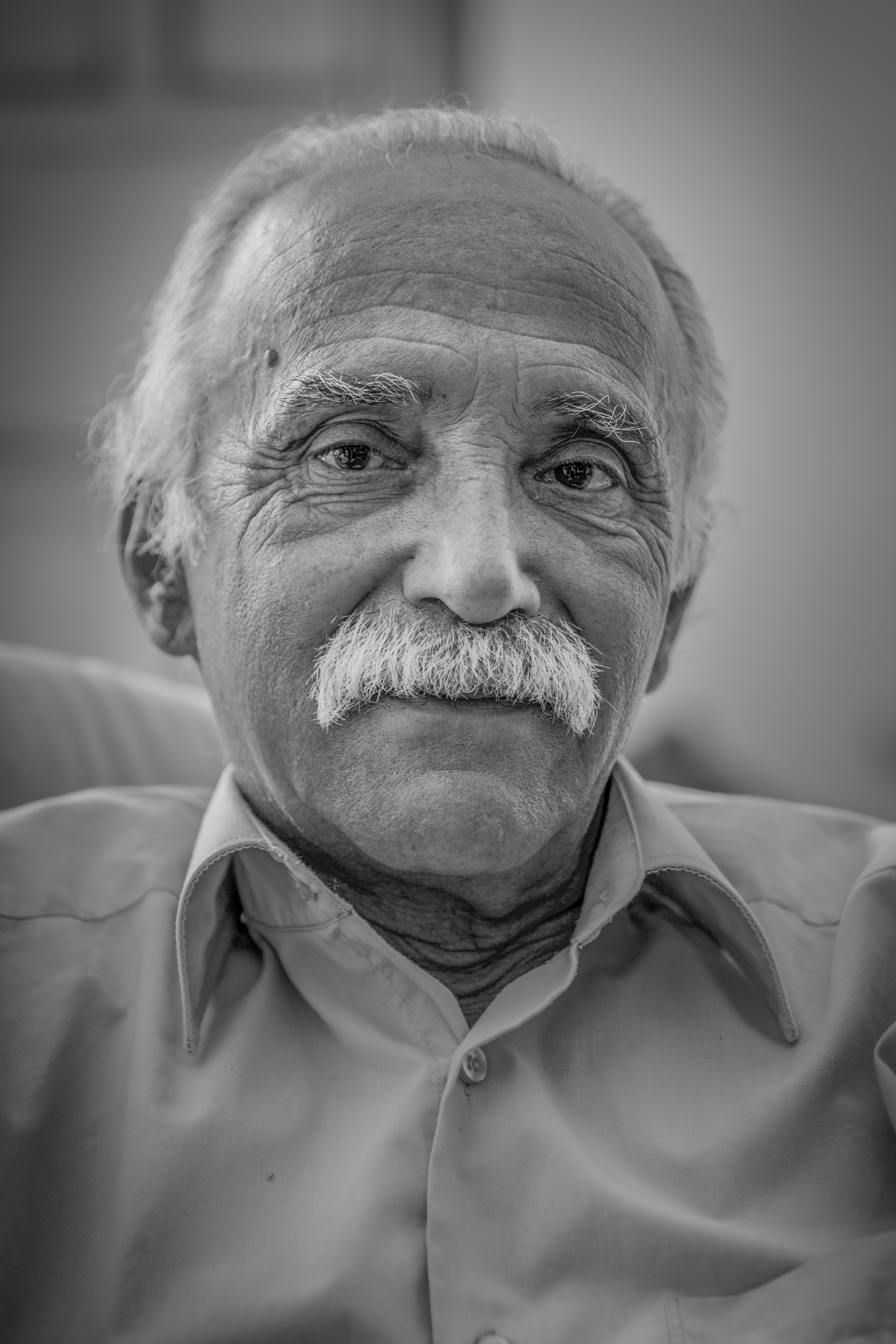
Michel Warschawski (2014)

Michel (Michael) Warschawski (hebräisch מיכאל ורשבסקי; * 1949 in Straßburg) ist ein antizionistischer israelischer Friedensaktivist und Autor. Er war Vorsitzender der israelisch-palästinensischen Organisation Alternative Information Center (AIC) und wurde 1989 wegen Unterstützung der Terrorgruppe Volksfront zur Befreiung Palästinas verurteilt.

## Biografie
Michel Warschawski wurde 1949 als Sohn von Mireille Warschawski geb. Metzger und des jüdisch-orthodoxen Religionsgelehrten Max Warschawski geboren, der von 1970 bis 1987 als Großrabbiner von Straßburg amtierte. 1965, im Alter von 16 Jahren, ging er nach Jerusalem, um den Talmud zu studieren. Er schloss sich 1967 der trotzkistischen und antizionistischen Organisation Matzpen („Kompass“) an, deren gleichnamige Zeitschrift er 1971 bis 1984 herausgab. 1967 bis 1971 studierte er an der Hebräischen Universität in Jerusalem Philosophie. 1982 war er Mitbegründer der Organisation Yesh Gvul („Es gibt eine Grenze“). 1984 gründete er das Alternative Information Center (AIC). Bis 1999 war er dort Vorsitzender, seit 2000 stellvertretender Vorsitzender seines Leitungskomitees. 1985 bis 1987 war er gemeinsam mit Feisal Husseini Sprecher des Committee Against the Iron Fist.
Im Jahr 1987 wurde er wegen „Unterstützung illegaler palästinensischer Organisationen“ verhaftet und 1989 zu dreißig Monaten Gefängnis verurteilt, weil das AIC eine Broschüre herausgegeben hatte, in der Mitglieder der palästinensischen Volksfront zur Befreiung Palästinas (PFLP) auf ihren Erfahrungen in israelischer Haft beruhende Empfehlungen zum Widerstehen von Verhören und Misshandlungen gaben. 1990 wurde die Strafe auf 20 Monate gemildert, von denen er acht verbüßen musste. Seit seiner Entlassung aus dem Gefängnis ist er weiter für das AIC aktiv und vertritt die Organisation seit 2001 im Weltsozialforum. Seit 1992 ist er Mitglied der Organisation Gush Shalom.
Warschawski unterstützt die Kampagne Boycott, Divestment and Sanctions. 2005 hielt er gemeinsam mit Dominique Vidal von Le Monde diplomatique und mit Leila Shahid, der Vertreterin der Palästinensischen Autonomiebehörde bei der EU, mehrere Vorträge über den Nahostkonflikt in mehreren Städten und Banlieues in Frankreich. Diese Vorträge lösten heftige Diskussionen aus, darunter in Le Figaro; einige Veranstaltungen an Schulen wurden verboten. Als das Alternative Information Center 2012 für seinen Einsatz gegen Straflosigkeit mit dem staatlichen französischen Menschenrechtspreis ausgezeichnet wurde, repräsentierte Warschawski die Organisation bei der feierlichen Überreichung.
Warschawski ist seit 1972 mit der bekannten Menschenrechtsanwältin Lea Tsemel verheiratet und Vater zweier Söhne und einer Tochter.

## Veröffentlichungen

### Bücher
- (mit Gilbert Achcar) Der 33 Tage-Krieg. Israels Krieg gegen Hisbollah im Libanon und seine Konsequenzen, Edition Nautilus, Hamburg 2007. ISBN 978-3-89401-539-8.
- (mit Sophia Deeg, Michèle Sibony (Hrsg.)): Stimmen israelischer Dissidenten. Neuer ISP Verlag, Köln 2005. ISBN 3-89900-113-3.
- Le défi binational (Die binationale Herausforderung; Paris, Textuel 2001), ISBN 2-84597-018-8.
- Mit Höllentempo. Die Krise der israelischen Gesellschaft (Hamburg, Nautilus 2004), ISBN 3-89401-448-2 (Originaltitel: À tombeau ouvert); daraus online auf Englisch: The New Israel (Monthly Review)
- An der Grenze (mit einem Vorwort von Moshe Zuckermann; Hamburg, Nautilus 2004), ISBN 3-89401-431-8. (Originaltitel: Sur la frontière)[6]
- Les banlieues, le Proche-Orient et nous (Die Vorstädte, der Nahe Osten und wir; gemeinsam mit Dominique Vidal und Leila Shahid; Paris, l’Atelier), ISBN 2-7082-3855-8. Daraus online: La révolte annoncée des banlieues, inquiétude et espoir (Le Monde diplomatique)
- La révolution sioniste est morte - Voix israéliennes contre l'occupation (Die zionistische Revolution ist tot - Stimmen gegen die Besatzung), 1967–2007 (kollektiv), La Fabrique, 2007
- Programmer le désastre — La politique israélienne à l'œuvre (Das Desaster programmieren - Die israelische Politik am Werk), La Fabrique, 2008

### Artikel
- Israeli Politics in a Post-Sharon Era (Monthly Review)
- Artikel in International Viewpoint, Zeitschrift der Vierten Internationale: